# Eric Stewart
Eric Michael Stewart (ur. 20 stycznia 1945 w Droylsden) – brytyjski wokalista, gitarzysta, klawiszowiec, kompozytor i producent muzyczny. Największe sukcesy odnosił jako członek zespołu 10cc (1972–1983, 1991–1995). Współautor takich przebojów jak: „I’m Not in Love” (1975) i „Dreadlock Holiday” (1978). Po rozpadzie grupy rozpoczął działalność solową. Był także producentem muzycznym. Współpracował (jako producent, inżynier dźwięku, instrumentalista, wokalista) z takimi artystami jak: Neil Sedaka, Justin Hayward i John Lodge (w latach 70.), Sad Café, Agnetha Fältskog, Paul McCartney (w latach 80.) oraz The Alan Parsons Project i Alan Parsons (w latach 90.). Po roku 1980 nagrał cztery solowe albumy studyjne.

## Życiorys i kariera muzyczna

### Lata 60.
Eric Michael Stewart urodził się 20 stycznia 1945 w Droylsden. Karierę muzyczną rozpoczął w 1961 roku w Manchesterze jako gitarzysta rytmiczny zespołu Jerry Lee and the Staggerlees. Po raz pierwszy wystąpił z tym zespołem w The Birch Park Roller Skating Rink. W 1962 roku The Staggerlees przekształcił się w The Emperors of Rhythm. Na początku 1963 roku Stewart razem z perkusistą Rikiem Rothwellem został poproszony przez lokalnego piosenkarza Wayne’a Fontane o zastąpienie jego nieobecnych muzyków na przesłuchaniu, zorganizowanym przez przedstawiciela jednej z wytwórni płytowych. Gdy Fontana przeszedł pomyślnie przesłuchanie, zaoferowano mu kontrakt nagraniowy, ale pod warunkiem, że będzie pracował z muzykami, którzy grali z nim na przesłuchaniu. Założony przez nich zespół miał się początkowo nazywać The Jets, ale ostatecznie wybrał nazwę The Mindbenders. Nagrał kilka singli, z których szósty, „The Game of Love” osiągnął wiosną 1965 roku drugie miejsce na liście przebojów w Anglii i pierwsze miejsce w Ameryce. Na skutek nieporozumień co do profilu muzycznego The Mindbenders jego członkowie pod koniec 1965 roku rozstali się z Fontaną i kontynuowali działalność na własną rękę, Stewart został głównym wokalistą. Pomimo udanych albumów i pojawienia się w filmowym hicie Nauczyciel z przedmieścia zespół nie był w stanie kontynuować działalności i gdy Stewart ogłosił zamiar odejścia, rozpadł się.
Latem 1968 roku Stewart otrzymał ofertę od producenta i menedżera Petera Tattersalla, aby zainwestować w Inner City Studios w pobliskim Stockport, gdzie Stewart nagrywał już dema. Przyjął ofertę współpracy, a studio wkrótce przemianował na Strawberry Studios, nawiązując do piosenki The Beatles „Strawberry Fields Forever”. Jak stwierdził po latach, była to jedna z jego ulubionych piosenek. Interesował się twórczością The Beatles, przyznając się do ich wpływu. Jako powód wymienił fakt, iż żadna z piosenek zespołu nie brzmiała tak samo, w każdej z nich zmieniał on swój styl. Zespół nigdy też nie powtarzał się na swoich kolejnych albumach. Z takim przesłaniem artystycznym Stewart rozpoczął pracę w nowym studio. Po pewnym czasie do studyjnego zespołu dołączył ostatni basista The Mindbenders – Graham Gouldman, odnoszący sukcesy autor piosenek. Niedługo potem producent Giorgio Gomelsky skontaktował się ze Stewartem w sprawie gry na gitarze prowadzącej dla duetu Lol Creme–Kevin Godley, z którym współpracował. Muzycy rozpoczęli wspólne sesje w Strawberry Studio. W grudniu 1969 roku podpisali umowę z amerykańskimi producentami Jerrym Kasenetzem i Jeffem Katzem, których wytwórnia, Super K Productions specjalizowała się w gatunku muzyki pop, określanym wtedy jako bubblegum pop (pop spod znaku gumy do żucia). Stewart, Godley, Creme i Gouldman pracowali przez trzy miesiące, pisząc i wydając piosenki pod różnymi nazwami, takimi jak: Ohio Express czy Crazy Elephant. Stewart, Godley i Creme pod nazwą Hotlegs nagrali singiel „Neanderthal Man”, który wydała wytwórnia Pye. Singiel został sprzedany w dwóch milionach egzemplarzy, a 15 sierpnia 1970 roku doszedł do drugiego miejsca na brytyjskiej liście Official Singles Chart Top 50.

### Lata 70. 10cc

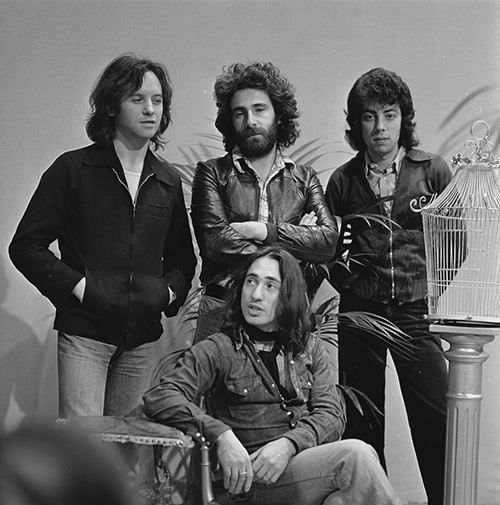
10cc w 1974 roku; stoją (od lewej): Eric Stewart, Kevin Godley, Graham Gouldman, siedzi: Lol Creme

Latem 1972 roku Graham Gouldman doprowadził do powstania zespołu 10cc pozyskując do współpracy Erica Stewarta, Kevina Godleya i Lola Creme’a. W pierwszej połowie lat 70. Eric Stewart wraz ze swoimi kolegami z zespołu stał się jedną z gwiazd brytyjskiej sceny pop-rockowej. W okresie 1972–1976 10cc zawojował łamy prasy rockowej, stając się jednym z najczęściej opisywanych zespołów tego gatunku w Anglii. Wydał serię przebojowych singli i albumów sprzedawanych na całym świecie. Wśród przebojów zespołu dominowały wzorowo opracowane, melodyjne utwory o charakterze pastiszu lub żartu muzycznego („Une nuit a Paris”), sentymentalne przeboje z przełomu lat 60./70. („Donna”) czy utrzymane w stylu reggae („Dreadlock Holiday”). 10cc osiągnęło szczyt popularności latem 1975 roku wraz z wydaniem singla „I’m Not in Love”. Trwający sześć minut i 12 sekund sugestywny utwór z nastrojową muzyką, nowatorskim brzmieniem wielościeżkowego wokalu i niejednoznacznym tekstem, przedstawiającym ponury obraz młodej miłości okazał się kamieniem milowym w twórczości zespołu, który od tamtego momentu zdobył uznanie Paula McCartneya i Axla Rose’a.
Jednocześnie Stewart współpracował z Neilem Sedaką przy realizacji jego dwóch albumów: Solitaire z 1972 roku (grał na fortepianie elektrycznym, organach, fortepianie oraz śpiewał; był również inżynierem dźwięku) oraz The Tra-La Days Are Over z 1973 roku (był inżynierem dźwięku, grał na gitarze i śpiewał w chórkach). Natomiast 10cc był w 1975 producentem singla „Blue Guitar”duetu Justin Hayward i John Lodge. Chociaż Stewart i Gouldman stali się bardzo skutecznym i odnoszącym duetem autorsko-kompozytorskim, w listopadzie 1976 roku Godley i Creme opuścili zespół, a na ich miejsce przyszli Tony O'Malley, Paul Burgess, Rick Fenn i Stuart Tosh. Później miały miejsce kolejne zmiany personalne w zespole. Ostatni album, Windows in the Jungle, zespół wydał w 1983 roku, po czym rozpadł się.

### Lata 80. Działalność solowa. Współpraca z innymi artystami
Wcześniej, na początku 1979 roku, Stewart miał wypadek samochodowy, który omal nie przekreślił jego kariery artystycznej, udało mu się jednak dojść do zdrowia i powrócić do działalności. Nawiązał współpracę z zespołem Sad Café uczestnicząc w realizacji dwóch jego albumów: Facades z 1979 roku (w obu był inżynierem dźwięku i producentem) i Sad Café z 1980 roku.
Wydał również dwa albumy solowe: Girls w 1980 i Frooty Rooties w 1982 roku.
Uczestniczył (jako instrumentalista i współkompozytor) w realizacji solowych albumów Paula McCartneya: Tug of War (1982), Pipes of Peace (1983), Give My Regards to Broad Street (1984) i Press to Play (1986).
W 1985 roku współpracował z Agnethą Fältskog przy realizacji jej albumu Eyes of a Woman; był pomysłodawcą okładki i producentem albumu, grał na instrumentach perkusyjnych i śpiewał w chórkach. 

### Lata 90. i późniejsze
W 1990 roku zespół 10cc odrodził się w pierwotnym składzie. Rozwiązał się pięć lat później, wydając album Mirror Mirror. Stewart równolegle zaczął współpracować jako gościnny wokalista z zespołem The Alan Parsons Project i Alanem Parsonsem. Rezultatem tej współpracy były trzy albumy: Freudiana (1990), Try Anything Once (1993)  i On Air (1996). 
W pierwszej dekadzie XXI wieku wydał dwa kolejne solowe albumy: Do Not Bend (w 2003) i Viva la Difference (w styczniu 2009 roku). 
16 marca 2017 roku Apple Books wydał autobiografię Stewarta: Things I Do for Love. Eric Stewart: 10cc. W tym samym roku artysta wydał dwupłytowy album kompilacyjny, Anthology. Eric Stewart: 10cc, na który złożyły się jego nagrania solowe, piosenki 10cc i owoce współpracy z Paulem McCartneyem. Pomysł kompilacji wyszedł od wytwórni Cherry Red Records w Wielkiej Brytanii. Ponieważ jakość nagrań analogowych od strony dźwiękowej nie była najwyższa, skopiował on wszystkie wielościeżkowe nagrania do postaci cyfrowej, a następnie zmiksował je przy pomocy wszystkimi dostępnych urządzeń ulepszając efekt stereo, moc i jakość głosu, głosów wspierających, ech i pogłosów.

## Życie prywatne
Żonaty z Glorią, którą poznał w 1964 roku podczas występu w ratuszu w Halifaksie, a poślubił 10 marca 1966 roku. Mają córkę Dietę. Siostra Glorii, Angie, wyszła za mąż za innego członka 10cc, gitarzystę Lola Creme’a.